# 19149 Boccaccio
19149 Boccaccio este o planetă minoră (asteroid), cu un diametru de 14,592 km, din centura de asteroizi. A fost descoperită pe 2 martie 1990 la Observatorul European Austral de Eric Walter Elst și a fost numită după Giovanni Boccaccio. 
Obiectul prezintă o orbită caracterizată de o semiaxă mare de 3,3812896 UAi, o excentricitate de 0,07, o înclinație de 6,73234 ° în raport cu ecliptica.